# Nemeshany
Nemeshany là một thị trấn thuộc hạt Veszprém, Hungary. Thị trấn này có diện tích 10,5 km², dân số năm 2010 là 417 người, mật độ 40 người/km².